# Marian Constance Blackton
Marian Constance Blackton (New York, 18 gennaio 1901 – Los Angeles, 12 dicembre 1993) è stata una sceneggiatrice e attrice statunitense attiva principalmente negli anni venti. Figlia del produttore J. Stuart Blackton, talvolta venne accreditata solamente con il nome Marian Constance.

## Biografia
Figlia di Isabelle Mabel MacArthur e di J. Stuart Blackton, Marian frequentò fin da bambina - insieme ai fratelli (naturali e acquisiti) J. Stuart Blackton Jr., Charles Stuart Blackton e Violet Virginia Blackton (che, in seguito, intrapresero tutti la carriera cinematografica) - i set degli studioz dove lavorava suo padre, famoso produttore e regista. Marian si dedicò alla sceneggiatura, firmando diversi film diretti dal padre, collaborando in seguito con altri registi. Apparve anche in qualche film in piccoli ruoli, soprattutto negli anni trenta.

### Vita privata
Marian Constance Blackton si sposò due volte. La prima (dal dicembre 1926 al 1930) con l'attore Gardner James: il matrimonio finì dopo pochi anni in un divorzio. Diverso esito ebbe la sua unione con il regista Laurence Trimble (1941-1954), cui restò legata fino alla morte di lui nel 1954.

## Filmografia

### Sceneggiatrice
- Behold This Woman, regia di J. Stuart Blackton (1924)
- The Clean Heart, regia di J. Stuart Blackton (1924)
- The Redeeming Sin, regia di J. Stuart Blackton (1925)
- Tides of Passion, regia di J. Stuart Blackton (1925)
- The Happy Warrior, regia di J. Stuart Blackton (1925)
- Bride of the Storm, regia di J. Stuart Blackton (1926)
- The Gilded Highway, regia di J. Stuart Blackton (1926)
- Hell-Bent for Heaven, regia di J. Stuart Blackton (1926)
- The Passionate Quest, regia di J. Stuart Blackton (1926)
- Becky, regia di John P. McCarthy (1927)
- Buttons, regia di George W. Hill (1927)
- The American, regia di J. Stuart Blackton (1927)

### Attrice
- La gloriosa avventura (The Glorious Adventure), regia di J. Stuart Blackton (1922)
- The Virgin Queen, regia di J. Stuart Blackton (1923)
- The Film Parade (o March of the Movies), regia di J. Stuart Blackton (1933)
- Maniac, regia di Dwain Esper (1934)
- Marijuana: The Devil's Weed, regia di Dwain Esper (1936)